# Алфил
|   | a                                                                                            | b                                                                                            | c                                                                                            | d                                                                                            | e                                                                                            | f                                                                                            | g                                                                                            | h                                                                                            |   |
| - | -------------------------------------------------------------------------------------------- | -------------------------------------------------------------------------------------------- | -------------------------------------------------------------------------------------------- | -------------------------------------------------------------------------------------------- | -------------------------------------------------------------------------------------------- | -------------------------------------------------------------------------------------------- | -------------------------------------------------------------------------------------------- | -------------------------------------------------------------------------------------------- | - |
| 8 | a7 чёрный круг · e7 чёрная пешка · c5 B l · d4 белая пешка · a3 чёрный круг · e3 чёрный круг | a7 чёрный круг · e7 чёрная пешка · c5 B l · d4 белая пешка · a3 чёрный круг · e3 чёрный круг | a7 чёрный круг · e7 чёрная пешка · c5 B l · d4 белая пешка · a3 чёрный круг · e3 чёрный круг | a7 чёрный круг · e7 чёрная пешка · c5 B l · d4 белая пешка · a3 чёрный круг · e3 чёрный круг | a7 чёрный круг · e7 чёрная пешка · c5 B l · d4 белая пешка · a3 чёрный круг · e3 чёрный круг | a7 чёрный круг · e7 чёрная пешка · c5 B l · d4 белая пешка · a3 чёрный круг · e3 чёрный круг | a7 чёрный круг · e7 чёрная пешка · c5 B l · d4 белая пешка · a3 чёрный круг · e3 чёрный круг | a7 чёрный круг · e7 чёрная пешка · c5 B l · d4 белая пешка · a3 чёрный круг · e3 чёрный круг | 8 |
| 7 | a7 чёрный круг · e7 чёрная пешка · c5 B l · d4 белая пешка · a3 чёрный круг · e3 чёрный круг | a7 чёрный круг · e7 чёрная пешка · c5 B l · d4 белая пешка · a3 чёрный круг · e3 чёрный круг | a7 чёрный круг · e7 чёрная пешка · c5 B l · d4 белая пешка · a3 чёрный круг · e3 чёрный круг | a7 чёрный круг · e7 чёрная пешка · c5 B l · d4 белая пешка · a3 чёрный круг · e3 чёрный круг | a7 чёрный круг · e7 чёрная пешка · c5 B l · d4 белая пешка · a3 чёрный круг · e3 чёрный круг | a7 чёрный круг · e7 чёрная пешка · c5 B l · d4 белая пешка · a3 чёрный круг · e3 чёрный круг | a7 чёрный круг · e7 чёрная пешка · c5 B l · d4 белая пешка · a3 чёрный круг · e3 чёрный круг | a7 чёрный круг · e7 чёрная пешка · c5 B l · d4 белая пешка · a3 чёрный круг · e3 чёрный круг | 7 |
| 6 | a7 чёрный круг · e7 чёрная пешка · c5 B l · d4 белая пешка · a3 чёрный круг · e3 чёрный круг | a7 чёрный круг · e7 чёрная пешка · c5 B l · d4 белая пешка · a3 чёрный круг · e3 чёрный круг | a7 чёрный круг · e7 чёрная пешка · c5 B l · d4 белая пешка · a3 чёрный круг · e3 чёрный круг | a7 чёрный круг · e7 чёрная пешка · c5 B l · d4 белая пешка · a3 чёрный круг · e3 чёрный круг | a7 чёрный круг · e7 чёрная пешка · c5 B l · d4 белая пешка · a3 чёрный круг · e3 чёрный круг | a7 чёрный круг · e7 чёрная пешка · c5 B l · d4 белая пешка · a3 чёрный круг · e3 чёрный круг | a7 чёрный круг · e7 чёрная пешка · c5 B l · d4 белая пешка · a3 чёрный круг · e3 чёрный круг | a7 чёрный круг · e7 чёрная пешка · c5 B l · d4 белая пешка · a3 чёрный круг · e3 чёрный круг | 6 |
| 5 | a7 чёрный круг · e7 чёрная пешка · c5 B l · d4 белая пешка · a3 чёрный круг · e3 чёрный круг | a7 чёрный круг · e7 чёрная пешка · c5 B l · d4 белая пешка · a3 чёрный круг · e3 чёрный круг | a7 чёрный круг · e7 чёрная пешка · c5 B l · d4 белая пешка · a3 чёрный круг · e3 чёрный круг | a7 чёрный круг · e7 чёрная пешка · c5 B l · d4 белая пешка · a3 чёрный круг · e3 чёрный круг | a7 чёрный круг · e7 чёрная пешка · c5 B l · d4 белая пешка · a3 чёрный круг · e3 чёрный круг | a7 чёрный круг · e7 чёрная пешка · c5 B l · d4 белая пешка · a3 чёрный круг · e3 чёрный круг | a7 чёрный круг · e7 чёрная пешка · c5 B l · d4 белая пешка · a3 чёрный круг · e3 чёрный круг | a7 чёрный круг · e7 чёрная пешка · c5 B l · d4 белая пешка · a3 чёрный круг · e3 чёрный круг | 5 |
| 4 | a7 чёрный круг · e7 чёрная пешка · c5 B l · d4 белая пешка · a3 чёрный круг · e3 чёрный круг | a7 чёрный круг · e7 чёрная пешка · c5 B l · d4 белая пешка · a3 чёрный круг · e3 чёрный круг | a7 чёрный круг · e7 чёрная пешка · c5 B l · d4 белая пешка · a3 чёрный круг · e3 чёрный круг | a7 чёрный круг · e7 чёрная пешка · c5 B l · d4 белая пешка · a3 чёрный круг · e3 чёрный круг | a7 чёрный круг · e7 чёрная пешка · c5 B l · d4 белая пешка · a3 чёрный круг · e3 чёрный круг | a7 чёрный круг · e7 чёрная пешка · c5 B l · d4 белая пешка · a3 чёрный круг · e3 чёрный круг | a7 чёрный круг · e7 чёрная пешка · c5 B l · d4 белая пешка · a3 чёрный круг · e3 чёрный круг | a7 чёрный круг · e7 чёрная пешка · c5 B l · d4 белая пешка · a3 чёрный круг · e3 чёрный круг | 4 |
| 3 | a7 чёрный круг · e7 чёрная пешка · c5 B l · d4 белая пешка · a3 чёрный круг · e3 чёрный круг | a7 чёрный круг · e7 чёрная пешка · c5 B l · d4 белая пешка · a3 чёрный круг · e3 чёрный круг | a7 чёрный круг · e7 чёрная пешка · c5 B l · d4 белая пешка · a3 чёрный круг · e3 чёрный круг | a7 чёрный круг · e7 чёрная пешка · c5 B l · d4 белая пешка · a3 чёрный круг · e3 чёрный круг | a7 чёрный круг · e7 чёрная пешка · c5 B l · d4 белая пешка · a3 чёрный круг · e3 чёрный круг | a7 чёрный круг · e7 чёрная пешка · c5 B l · d4 белая пешка · a3 чёрный круг · e3 чёрный круг | a7 чёрный круг · e7 чёрная пешка · c5 B l · d4 белая пешка · a3 чёрный круг · e3 чёрный круг | a7 чёрный круг · e7 чёрная пешка · c5 B l · d4 белая пешка · a3 чёрный круг · e3 чёрный круг | 3 |
| 2 | a7 чёрный круг · e7 чёрная пешка · c5 B l · d4 белая пешка · a3 чёрный круг · e3 чёрный круг | a7 чёрный круг · e7 чёрная пешка · c5 B l · d4 белая пешка · a3 чёрный круг · e3 чёрный круг | a7 чёрный круг · e7 чёрная пешка · c5 B l · d4 белая пешка · a3 чёрный круг · e3 чёрный круг | a7 чёрный круг · e7 чёрная пешка · c5 B l · d4 белая пешка · a3 чёрный круг · e3 чёрный круг | a7 чёрный круг · e7 чёрная пешка · c5 B l · d4 белая пешка · a3 чёрный круг · e3 чёрный круг | a7 чёрный круг · e7 чёрная пешка · c5 B l · d4 белая пешка · a3 чёрный круг · e3 чёрный круг | a7 чёрный круг · e7 чёрная пешка · c5 B l · d4 белая пешка · a3 чёрный круг · e3 чёрный круг | a7 чёрный круг · e7 чёрная пешка · c5 B l · d4 белая пешка · a3 чёрный круг · e3 чёрный круг | 2 |
| 1 | a7 чёрный круг · e7 чёрная пешка · c5 B l · d4 белая пешка · a3 чёрный круг · e3 чёрный круг | a7 чёрный круг · e7 чёрная пешка · c5 B l · d4 белая пешка · a3 чёрный круг · e3 чёрный круг | a7 чёрный круг · e7 чёрная пешка · c5 B l · d4 белая пешка · a3 чёрный круг · e3 чёрный круг | a7 чёрный круг · e7 чёрная пешка · c5 B l · d4 белая пешка · a3 чёрный круг · e3 чёрный круг | a7 чёрный круг · e7 чёрная пешка · c5 B l · d4 белая пешка · a3 чёрный круг · e3 чёрный круг | a7 чёрный круг · e7 чёрная пешка · c5 B l · d4 белая пешка · a3 чёрный круг · e3 чёрный круг | a7 чёрный круг · e7 чёрная пешка · c5 B l · d4 белая пешка · a3 чёрный круг · e3 чёрный круг | a7 чёрный круг · e7 чёрная пешка · c5 B l · d4 белая пешка · a3 чёрный круг · e3 чёрный круг | 1 |
|   | a                                                                                            | b                                                                                            | c                                                                                            | d                                                                                            | e                                                                                            | f                                                                                            | g                                                                                            | h                                                                                            |   |

Алфил (перс. فیل — слон) — сказочная шахматная фигура, которая может ходить на две клетки по диагонали. Впервые он появился в шатрандже. Он используется во многих исторических и региональных вариантах шахмат. Он использовался в стандартных шахматах, прежде чем его заменил слон в XV—XVI веках.

## Правила хода
Алфил ходит на две клетки по диагонали, перепрыгивая через любую фигуру на промежуточном поле. Он бьёт фигуры противника таким же образом. В некоторых вариантах, таких как сянци, используется версия фигуры, которая не может перепрыгивать.

## История
Алфил — очень старая фигура, встречающаяся в некоторых очень ранних вариантах шахмат, таких как шахматы Тамерлана и шатрандж. Вероятно, это была одна из первых шахматных фигур, появившихся в чатуранге и шатрандже. Однако его первоначальный ход точно неизвестен; две возможности, кроме текущего хода алфила, — это ход даббы (на две клетки по вертикали или горизонтали) и ход серебряного генерала из сёги. Вариант, использующий ход даббы, в конечном итоге вымер, но другой вариант распространился в Бирму и Сиам, где он стал ходом для эквивалентных фигур в бирманских (ситтуйин) и тайских (макрук) вариантах шахмат. Когда шахматы распространились в Китае, фигура стала слоном в сянци.
Гарольд Мэррей в своей «Истории шахмат» считал диагональный прыжок на две клетки первоначальным ходом и полагал, что основная причина изменений, которые сделали алфила и ферзя сильнее в современных шахматах в эпоху Возрождения (превращение в слона и современного ферзя соответственно), состояли в том, что изначально это были самые слабые фигуры в игре, не считая пешек. Алфил может ходить только по одной восьмой части полей шахматной доски, тогда как даббе доступна одна четверть, а серебряный генерал может достичь любого поля на доске.

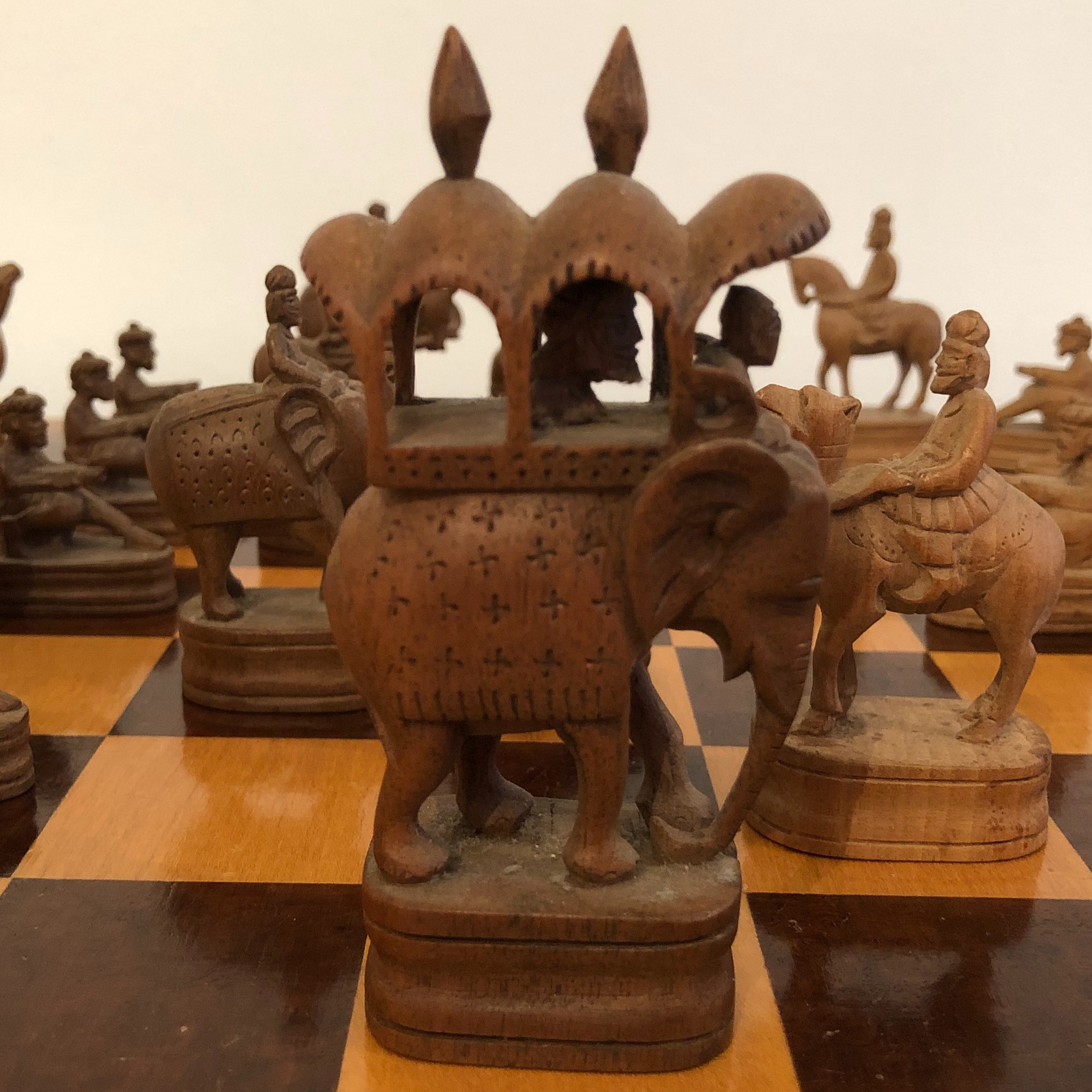
Старинная индийская шахматная фигура слона, изображающая короля.
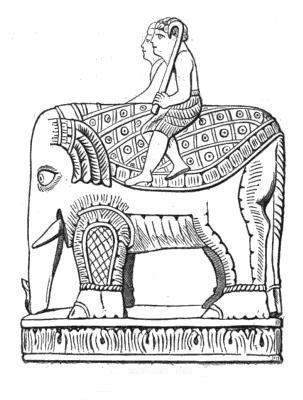
Слон (алфил) в так называемом шахматном наборе Карла Великого (XI век, Южная Италия).
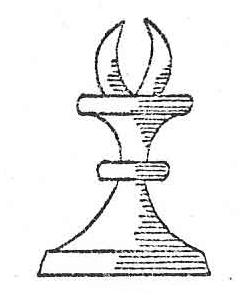
Иллюстрация средневекового шахматного слона («епископа») из «Шахматных фигур» (1937 г.) (из книг Якоба Публициуса «Ars Oratoria», «Ars Epistolandi», «Ars Memorative», опубликованных Эрхардом Ратдольтом в Венеции в 1482 г.)[1].

Алфил может ходить только на одну восьмую часть полей шахматной доски. Восемь алфилов (обозначенных перевёрнутыми слонами) могут ходить только по полям своего цвета (красного, оранжевого, жёлтого, зелёного, голубого, синего, фиолетового или пурпурного)

## Ценность
Алфил — очень слабая фигура, сам по себе лишь ненамного сильнее пешки, но в качестве дополнительной поддержки для других фигур он равноценен примерно половине коня. Его сила существенно ограничена «привязкой» к цвету полей: он может ходить только по одной восьмой части шахматной доски — 8 из 64 полей доски 8 × 8. Сочетание его с другими фигурами обычно в некоторой степени компенсирует эти ограничения. Король и восемь алфилов, каждый из которых контролирует свою восьмую часть шахматной доски, могут поставить мат одинокому королю.